# Katarzyna Brzyska
Katarzyna Brzyska (ur. 1969 w Wyszkowie) – instruktorka Związku Harcerstwa Polskiego w stopniu harcmistrzyni.

Skarbniczka Związku Harcerstwa Polskiego od 2022 roku.

## Działalność harcerska
Harcerską przygodę rozpoczęła w hufcu ZHP Wyszków w 16 Drużynie Zuchowej
„Czerwone Kapturki”. Pierwszą funkcją, którą pełniła, była przyboczna w gromadzie zuchowej i drużynie harcerskiej. Późniejsza komendantka szczepu harcerskiego „Kajtusie” w Wyszkowie. W tym czasie została współpracowniczką Wydziału Zagranicznego ZHP. Wyjeżdżała z drużyną na zloty zagraniczne m.in. do Danii. Członkini Zespołu Harcerek przy Głównej Kwaterze ZHP.
W 1988 roku złożyła zobowiązanie instruktorskie, wchodząc jednocześnie w skład komendy hufca Wyszków.
Była najmłodszą członkinią Krajowej Rady Zuchmistrzów (istniejącej od 1985 roku) przy Centralnej Szkole Instruktorów Zuchowych ZHP na Zamku Książęcym w Oleśnicy.
Po przeprowadzce do Płocka, była członkinią Komisji Stopni Instruktorskich oraz członkinią i przewodniczącą Komisji Rewizyjnej w hufcu Płock. Komendantka Środowiskowego Szczepu harcerskiego „Gniazdo”, założycielka i członkini Wędrowniczego Środowiskowego Kręgu Instruktorskiego „Niezbędnik”.
W latach 2016–2019 namiestniczka zuchowa w Chorągwi Mazowieckiej ZHP. Komendantka trasy zuchowej na Ogólnopolskim Harcerskim Rajdzie Wisła w latach 2013–2019.
W 2019 roku została Koordynatorką Programu ROHIS (Rozwój Organizacji Harcerskich i Skautowych) w ZHP, utworzonego w Narodowym Instytucie Wolności.
W 2022 kandydowała na funkcję skarbniczki w zespole Martyny Kowackiej. Hasłem przewodnim zespołu było „Wspólnym Szlakiem”. Wybrana na funkcję podczas XLII Zjazdu ZHP.

## Życie prywatne
Ekonomistka z wykształcenia. Ukończyła studia podyplomowe w SGH, Uniwersytecie Łódzkim oraz w Akademii Leona Koźmińskiego z zakresu zarządzania, finansów, rachunkowości, podatków i MSSF/MSR.
Posiadaczka certyfikatu księgowego od 2001 roku.
Ma wieloletnie doświadczenie na stanowisku głównej księgowej i prokurenta w spółce z.o.o., kontrolera finansowego, przewodniczącej i członkini komisji rewizyjnej w stowarzyszeniu.
Zamężna, ma dwoje dzieci.

## Wyróżnienia i odznaki
- Srebrny Krzyż „Za Zasługi dla ZHP” – 2003[3]
- Odznaka Chorągwi Mazowieckiej ZHP
- Brązowa Odznaka „Zasłużony Instruktor Chorągwi Mazowieckiej ZHP – 2022[4]
- Honorowa Odznaka Stulecia Harcerstwa Płockiego – 2012